# Toleranzkirche (Komorní Lhotka)

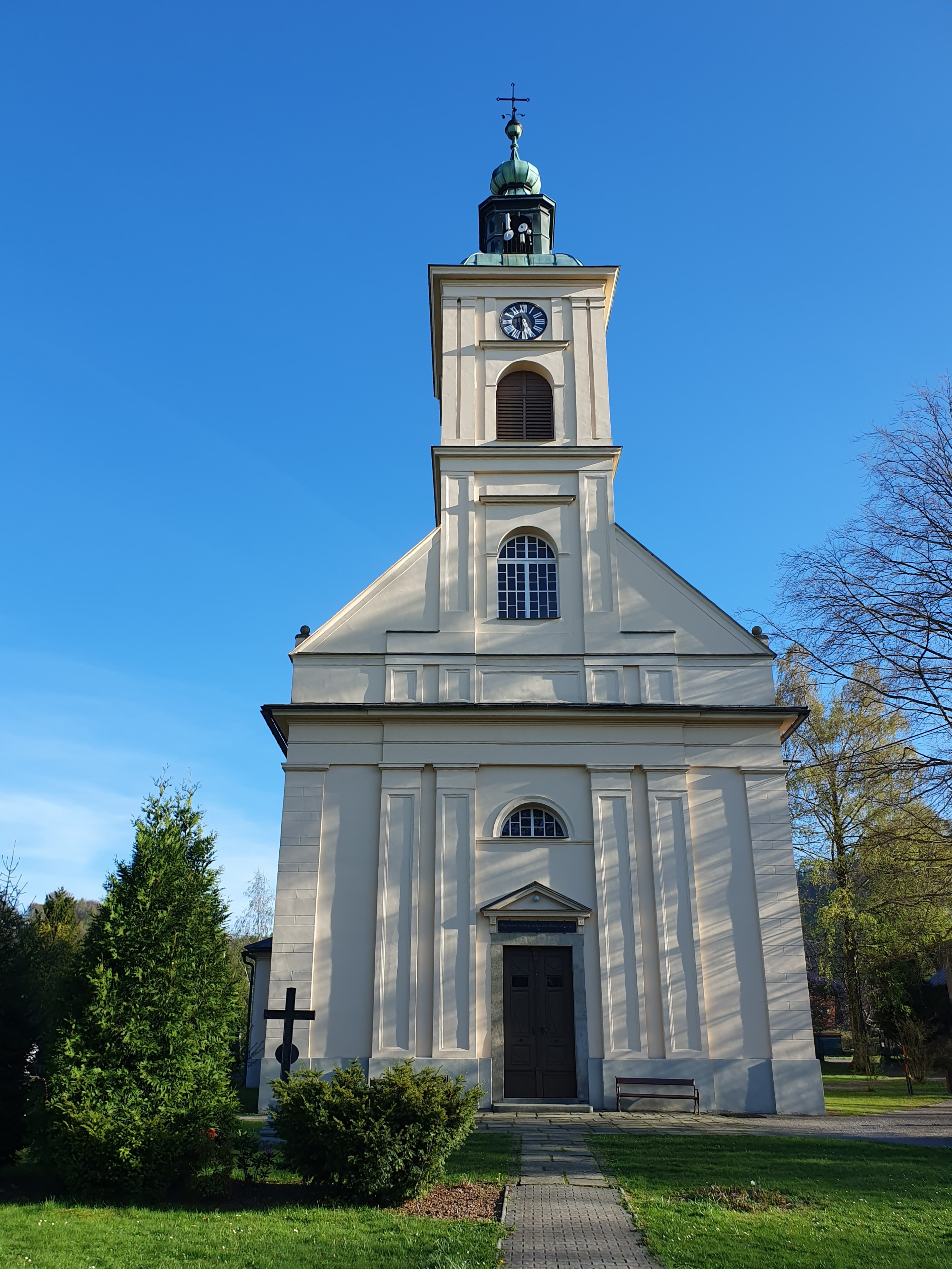
Toleranzkirche Kameral Ellgoth

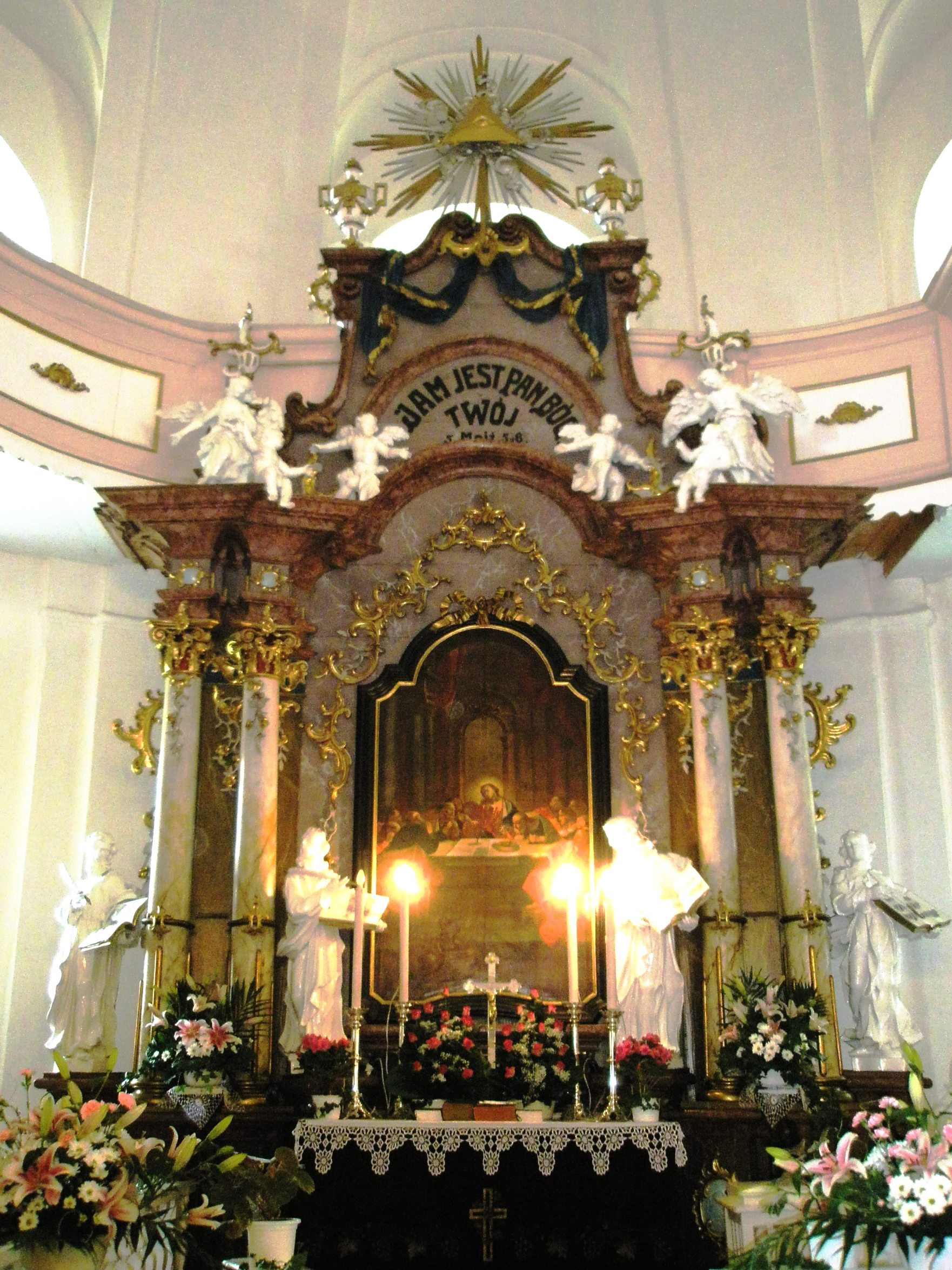
Altar

Die Toleranzkirche ist die evangelische Gemeindekirche von Komorní Lhotka (deutsch: Kameral Ellgoth), einer Gemeinde im Okres Frýdek-Místek in der tschechischen Provinz Schlesien. Sie gehört der Schlesischen evangelischen Kirche A.B. in Tschechien an.

## Geschichte
Die Evangelische Toleranzkirche von Kameral Ellgoth wurde nach Erlass des Josephinischen Toleranzpatents von 1781, das den Protestanten in den Ländern des Habsburgerreichs die freie Religionsausübung garantierte, als eine der sogenannten Toleranzgemeinden gegründet und seitens des örtlichen Gutsherrn, Johann Gottlieb Tschammer aus Iskositz, errichtet. Die Grundsteinlegung erfolgte  am 1. Mai 1782, die Fertigstellung des von der Jesuskirche in Teschen beeinflussten Kirchenbaus 1783.
Der skulpturale Schmuck des Altars und der Kanzel stammt aus der Werkstatt der Teschener Bildhauerfamilie Pracker. In der ersten Hälfte des 19. Jahrhunderts wurden im Inneren der Kirche Emporen errichtet. Im Jahr 1852 wurde der Kirche ein Turm hinzugefügt, der ihr das heutige Aussehen verlieh.
Die Kirche besitzt eine Orgel von 1904 aus der Werkstatt des Orgelbauers Karl Neusser aus Neu Titschein.
In den Jahren 2007–2008 wurde die Kirche restauriert.